# Peleteria pilosa
Peleteria pilosa är en tvåvingeart som beskrevs av Malloch 1930. Peleteria pilosa ingår i släktet Peleteria och familjen parasitflugor. Inga underarter finns listade i Catalogue of Life.